# Protipapež Kalist III.
Protipapež Kalist III., rojen kot Giovanni di Struma (slovensko: Janez Strumski), protipapež katoliške Cerkve; * okrog 1100, Struma, Arezzo, Toskana, Sveto rimsko cesarstvo; † 19. oktober 1183, Benevento, Papeška država, Sveto rimsko cesarstvo.

## ProtipapežiAleksandra III.

### Prvi protipapežViktor IV.
Po smrti Hadrijana IV. je 22 – to je večina kardinalov – ob normanski podpori izvolila 7. septembra za papeža kardinala duhovnika pri svetem Marku in papeškega kanclerja Rolanda Bandinelli-ja, ki si je privzel ime Aleksander III. 

Istega dne pa je cesarska stranka v Rimu izvolila svojega papeža, ki ga je podpiral predvsem Friderik Barbarossa. Sedem kardinalov-duhovnikov je izvolilo kardinala pri Sv. Ceciliji, Ottaviana di Monticello, z imenom Viktor IV. 
Kralj Friderik se je na vse načine trudil, da bi evropske dvore odvrnil od zakonitega papeža; vendar je odločen nastop angleškega kralja Henrika II. in madžarskega kralja Géza II. to preprečil.  Protipapež Viktor IV. je umrl nenadne smrti 20. aprila 1164 v Lucci (Toskana, Sveto rimsko cesarstvo). 

### Drugi protipapežPashal III.
To je bila najlepša prilika za spravo z zakonitim papežem, ki ji je bil tokrat naklonjen tudi Friderik. Toda njegov zli duh Rajnold Daselski je v imenu cesarske stranke takoj postavil naslednika v osebi cremskega škofa Gvida. Liéški nadškof ga je posvetil ne da bi se sploh držal zakonite oblike in običajev. 

Pashal III. je umrl 20. septembra 1168 v Rimu, varno zaprt v trdnjavi pri svetem Petru  in mu je sledil protipapež Kalist III..

### Četrti protipapežInocenc III.
Za Kalistom III. je cesarju naklonjena stranka izvolila protipapeža Inocenca III..

## Tretji protipapežKalist III.

### Življenjepis
V svetu se je imenoval Janez  Strumški (Giovanni di Struma) in je še mlad vstopil kot menih v samostan, ki je pripadal valombrozijanskemu redu, veji benediktinskega reda. Samostan pri cerkvi svetega Fidelisa (Fedele) v Poppiju se nahaja v dolini reke Arno v areški soteski v Toskani – in je postopoma postal njegov opat. Že tedaj je bil med najbolj gorečimi toskanskimi občudovalci cesarja Friderika I., ki je novembra 1158 vzel valombrozijance pod svoje varstvo; bil je tudi vnet privrženec protipapeža Viktorja IV., ki ga je postavil za suburbikarijskega kardinala škofa v Albanu; škofovskega posvečenja pa ni prejel, ampak je še naprej ostal strumški opat.  

### Ali je bil Kalist III. ogrskega porekla?
O njem in njegovih podpornikih se izraža zgodovinar Jernej Platina ne ravno laskavo:
Ob Pashalovi smrti je razkolniška stranka ugotovila, da bodo zelo težko našli naslednika. Po glavnih in stranskih poteh so stikali za nekom, ki bi bil pripravljen zamenjati Gvida. Naposled so našli nekega Janeza, ki je bil v tistem času opat v Strumi, na Ogrskem. Aleksandrov življenjepisec kardinal Boso – ki seveda ni bil Janezov prijatelj – ga opisuje kot »odpadnika, nečistega, požrešnega in potepuha«. Tega opata so nazvali njegovi volivci za Kalista III. Gmotno podporo so mu dajali isti pripadniki kleriške in laiške družbe, ki so že prej podpirali njegovega predhodnika in sicer z ropanjem romarjev in popotnikov. Ravno to lutko je v določenem času sprejemal trmasti cesar, ki je ukazal svojim uradnikom, da ga morajo tudi oni priznavati in podpirati. 
V zvezi s Platinovim poročanjem so menili nekateri, da je bil opat Gvido ogrskega porekla. Tako beremo v knjigi izpod peresa madžarskega cerkvenega pisatelja Ferenca Chobota iz začetka 20. stoletja:
 
Pashalovi privrženci so izvolili za Pashalovega naslednika kandidata v osebi strumskega opata Janeza, ki je bil sremskega porekla, imenovan torej »Oger« (Unghieri) – in ki si je izbral ime  Kalist III. (1168-1178). 
V nasprotju s tem pa trdi sodobni madžarski cerkveni zgodovinar v nam bližjem času tole:
 
V nekaterih cerkveno-zgodovinskih delih – ki napačno prevajajo pomen besedila – menijo, da je bil Kalist III. ogrskega (madžarskega) porekla. Po njihovem je bil Kalist poprej neki strumski benediktinski opat po imenu Janez. To strumsko opatijo je Platina prvi iskal na Ogrskem, in od tod izhaja to pisanje. V resnici pa Kalist ni imel ničesar skupnega z Ogrsko. Najbolj verjetno je, da je bil predstojnik strumske opatije, ki stoji ob zgornjem Arnu. Tudi pozneje ni bilo nobenega papeža iz ogrske dežele. 

## Papež
Proti Aleksandru III. so kljubovalni kardinali izvolili 20. novembra 1168 za protipapeža opata Janeza iz Strumija.

Kalist ni bil močna osebnost in brez cesarjeve pomoči ni bil sposoben razviti v Italiji obsežnejše dejavnosti. Za papeža ga je priznaval le Rim ter nekateri deli Papeške države in Toskane. Stoloval je večinoma v  Viterbu. V Nemčiji ga je priznavala zlasti pokrajina ob Spodnjem Renu; od njega pa so po njegovih legatih prejeli privilegije tudi nekateri samostani v Gornjem Porenju. 

Pomladi 1169 je Kalist poslal v Nemčijo poslanstvo pod vodstvom kardinala-duhovnika od Sv. Suzane, ki je na zboru v Bambergu 1169 prosil Friderika I., naj mu pride na pomoč. Friderik je sicer res ukazal nabirko v Nemčiji, da bi mu denarno pomagal, ni mu pa poslal pričakovane vojaške pomoči. 
Kalist je užival Friderikovo podporo do njegovega strahovitega poraza pri Legnanu 29. maja 1176, ki mu je sledil novembra Anagnijski sporazum. S tem se je končal cerkveni razkol v Aleksandrov prid. Kalist naj bi v zameno za odpoved dobil opatijo, vendar s predlogom ni bil zadovoljen in je tudi še po Beneškem sporazumu 1. avgusta 1177 med Friderikom, Lombardijsko zvezo in papežem trmoglavil. 

29. avgusta 1178 pa se je vendarle podvrgel Aleksandru, ki mu je velikodušno izpolnil dolgotrajno željo in mu podelil v upravo kneževino Benevento.  

## Smrt in spomin
Protipapež Kalist III. je umrl pred 19. oktobrom 1183 v Beneventu. Od tega datuma namreč omenjajo njegovega naslednika. . 
Protipapež je bil od septembra 1168 do 29. avgusta 1178.

### Malahijeva prerokba
Prerokba sv. Malahija pravi o njem: Čeztiberska cesta (latinsko Via Transtiberina; angleško Road across the Tiber). Razlaga pravi: Gvido iz Kreme, kardinal pri Sv. Mariji Čeztiberski. (latinsko Guido Cremensis Cardinalis S. Mariæ Transtiberim.; angleško Guido of Crema, Cardinal of St. Mary across the Tiber.). 

Kalist III. je bil torej protipapež 1168–78), po imenu Giovanni di Struma.  Wion je tukaj zamenjal imeni in položaja protipapeža Kalista III. (Giovanni di Struma – Janez Strumski) in Pashala III. (Guido da Crema). Pashal, ne Kalist, se je rodil kot Guido da Crema in je imel kardinalski naslov Santa Maria in Trastevere, na katerega se nanaša reklo. .